# 永源寺こんにゃく
永源寺こんにゃく（えいげんじこんにゃく）は、コンニャクの一種。滋賀県の伝統食品。
永源寺の開祖である寂室元光が、大陸からコンニャクイモを持ち帰ったのが起源とされる。永源寺周辺で細々と作られ、自家消費されていた。永源寺では精進料理に、周辺の農家では正月料理として好まれた。
永源寺にちなんだ「永源寺こんにゃく」の名が広まり、地域外にも売られるようになったのは戦後のことである。今日では工場で大量生産され、ビニール袋にパックされたものが主流となっている。